# 土止め支保工作業主任者
土止め支保工作業主任者（どどめしほうこうさぎょうしゅにんしゃ）は、労働安全衛生法に定められた作業主任者(国家資格)のひとつであり、地山の掘削及び土止め支保工作業主任者技能講習を修了した者の中から事業者により選任される。
また、主任者となるための技能講習を修了した者すなわち資格取得者のこと、あるいは資格そのものを指すこともある。

## 概要
- 土止め支保工の切りばり又は腹おこしの取付け又は取りはずしの作業において労働災害の防止などを行う。

## 受講資格
- 土止め支保工の切りばり又は腹おこしの取付け又は取りはずしに関する作業に3年以上従事した経験を有する者
- 学校教育法による大学、高等専門学校、高等学校又は中等教育学校において、土木、建築又は農業土木に関する学科を専攻して卒業した者で、その後2年以上土止め支保工の切りばり又は腹おこしの取付け又は取りはずしに関する作業に従事した経験を有する者
- 職業能力開発促進法第27条第1項の準則訓練である普通職業訓練のうち、職業能力開発促進法施行規則別表第2の訓練科の欄に定める建築施工系鉄筋コンクリート施工科、建築施工系とび科、土木系土木施工科又は土木系さく井科の訓練を修了した者で当該訓練を修了した後2年以上土止め支保工の切りばり又は腹おこしの取付け又は取りはずしに関する作業に従事した経験を有する者
- 改正前の職業能力開発促進法第27条第1項の準則訓練である養成訓練のうち、改正前の職業能力開発促進法施行規則別表第3の訓練科の欄に掲げる建設科、とび科、土木科又はさく井科の訓練を修了した者で当該訓練を修了した後2年以上土止め支保工の切りばり又は腹おこしの取付け又は取りはずしに関する作業に従事した経験を有する者
- 職業能力開発促進法第27条第1項の指導員訓練のうち、改正前の職業能力開発促進法施行規則別表第8の訓練科の欄に掲げる建築科の訓練を修了した者で当該訓練を修了した後2年以上土止め支保工の切りばり又は腹おこしの取付け又は取りはずしに関する作業に従事した経験を有する者
- 改正前の職業訓練法施行規則（旧訓練法規則）別表第2の訓練科の欄に掲げる建設科、とび科、土木科若しくはさく井科の訓練の例により行われる訓練を修了した者又は旧訓練法第8条第1項の養成訓練のうち旧訓練法規則別表第2の訓練科の欄に掲げる建設科、とび科、土木科若しくはさく井科の訓練を修了した者で当該訓練を修了した後2年以上土止め支保工の切りばり又は腹おこしの取付け又は取りはずしに関する作業に従事した経験を有する者

## 技能講習
- 実施頻度等は各都道府県により異なるため、都道府県労働局、労働基準監督署、都道府県労働基準協会に問い合わせる必要がある。

### 講習科目
1. 作業の方法に関する知識
2. 工事用設備、機械、器具、作業環境等に関する知識
3. 作業者に対する教育等に関する知識
4. 関係法令
5. 修了試験